# Agnezia biscoei
Agnezia biscoei is een zakpijpensoort uit de familie van de Agneziidae. De wetenschappelijke naam van de soort werd in 1983 voor het eerst geldig gepubliceerd door het echtpaar Claude en Françoise Monniot.